# Shridhar Chillal
Shridhar Chillal (tiếng Bengal: শ্রীধর চিল্লাল; sinh ngày 29 tháng 1 năm 1937) là một người đàn ông Ấn Độ đến từ thành phố Pune. Ông là người đã giữ kỷ lục thế giới về bộ móng tay dài nhất từng đạt được trên một bàn tay, với tổng chiều dài là 909,6 cm (358,1 inch). Chiếc móng dài nhất của Chillal là chiếc móng của ngón tay cái, có kích thước 197,8 cm (77,87 inch). Ông đã ngừng cắt và bắt đầu nuôi móng tay vào năm 1952.

## Thân thế
Chillal quyết định nuôi móng tay khi bị giáo viên của trường đánh đập vì làm gãy một cái móng tay dài của giáo viên. Giáo viên của ông đã nói rằng sẽ không bao giờ hiểu được tầm quan trọng của nó. "Tôi coi đó như một thử thách," Chillal nói và sau đó không nhìn lại.
Chillal đã xuất hiện trong các bộ phim truyền hình có xuất hiện bộ móng tay của mình, chẳng hạn như Jackass 2.5.

## Tình trạng sức khỏe
Mặc dù tự hào về bộ móng tay kỷ lục của mình, Chillal đã phải đối mặt với khó khăn ngày càng tăng do sức nặng của móng tay, bao gồm cả ngón tay bị biến dạng và mất chức năng ở bàn tay trái. Ông nói rằng tổn thương dây thần kinh ở cánh tay trái của mình do sức nặng quá lớn của bộ móng tay cũng đã khiến tai trái của ông bị điếc.
Trong một video do Kỷ lục Guinness thế giới tải lên, ông đã kể lại câu chuyện của mình, chia sẻ tất cả những vấn đề mà ông phải đối mặt vì bộ móng dài của mình - từ sự chỉ trích của gia đình đến khó khăn trong việc tìm việc làm và thậm chí là một người vợ. "Nếu cô gái đồng ý, bố mẹ cô ấy sẽ nói rằng tôi sẽ bóp cổ con gái họ". Chillal cũng từng nói với Tổ chức Kỷ lục Guinness vào năm 2015 rằng móng tay của ông cực kỳ mỏng manh và phải được chăm sóc đặc biệt khi ông đang ngủ: "Tôi không thể di chuyển nhiều, vì vậy cứ khoảng nửa tiếng, tôi lại thức dậy và đưa tay sang phía bên kia giường".
Trọng lượng của những bộ móng cũng khiến Chillal không thể mở bàn tay từ tư thế đóng, hoặc uốn cong các ngón tay của mình. "Tôi rất đau. Cả năm ngón tay, cổ tay, khuỷu tay và vai đều đau nhức theo mỗi nhịp tim. Tôi còn thấy nóng rát nơi đầu móng tay". Ông cũng cho rằng bù lại, móng tay dài cũng cho ông một số đặc quyền: "Tôi không bao giờ phải xếp hàng chờ đợi".

## Cắt móng
Vào ngày 11 tháng 7 năm 2018, Chillal đã tự đi cắt móng tay của mình bằng một dụng cụ điện tại bảo tàng Ripley's Believe It or Not! ở thành phố New York, nơi các bộ móng sẽ được trưng bày. Một kỹ thuật viên mặc đồ bảo hộ đã cắt bộ móng tay của ông trong một "lễ cắt móng tay". Buổi lễ diễn ra tại Quảng trường Thời đại. Người cắt đã sử dụng loại cưa đặc biệt và lấy từng "sợi" móng tay của ông Chillal. Quá trình cắt bỏ kéo dài trong 20 phút. Khi làm lễ cắt, các móng tay của Chillal có tổng chiều dài tới hơn 9 mét, trong đó phần móng ở ngón cái là dài nhất.

## Đánh giá
Mặc dù một số người thấy kỷ lục này "hấp dẫn" và "rất ấn tượng", nhưng những người khác đã đánh giá bộ móng "hoàn toàn kinh tởm". Bộ móng của Chillal có tổng chiều dài 909,6 cm, tương đương với một chiếc xe buýt Luân Đôn hoặc máy bay Cessna 172. Bộ móng cũng có độ dài tương đương với kỷ lục nhảy xa kỷ lục của Michael Powell từ năm 1991.